# Андреј Тавжељ
Андреј Тавжељ (словен. Andrej Tavželj; рођен 14. марта 1983. у Тржичу, СР Словенија) професионални је словеначки хокејаш на леду који игра на позицији одбрамбеног играча.
Тавжељ је професаионалну каријеру започео као шеснаестогодишњак у екипи Триглава из Крања у сезони 2000/01. (одигравши свега једну утакмицу у тој сезони), а у истом клубу је провео и наредне 4 сезоне. Од словеначких тимова, наступао је још и за екипе Славије, Тилија Олимпије и Акрони Јесеница где је имао улогу капитена тима. Након две сезоне у Италији (у екипама Кортине и Понтеба), а крајем сезоне 2011/12. прелази у редове словачког Попрада. Од сезоне 2012/13. члан је француске екипе Драгонс де Руан са којом је већ у првој сезони освојио титулу националног првака Француске.
За словеначку репрезентацију наступао је на 7 светских првенстава, од чега три пута на првенствима елитне дивизије, а такође је био и део националне репрезентације на олимпијском хокејашком турниру 2014. у Сочију где је Словенија освојила 7. место. На олимпијском турниру одиграо је свих пет утакмица и остварио статистику од једне асистенције.